# Konstantin III (västromersk kejsare)
Konstantin III, död 411, var en västromersk kejsare.
Konstantin utropades, fastän då vanlig soldat, till kejsare vid germanfolkens infall i Gallien år 407 av trupperna i det då isolerade Britannien. Sina trupper förde han över till Gallien, införlivade det och Spanien i sitt välde samt tillfogade germanerna ett svårt nederlag. Besegrad av Honorius, dödades Konstantin 411. Hans son Constans, som även utropades till kejsare, föll redan 410 i strid med Maximus.